# Parotocinclus
Parotocinclus is een geslacht van straalvinnige vissen uit de familie van de harnasmeervallen (Loricariidae).

## Soorten
- Parotocinclus aripuanensis Garavello, 1988
- Parotocinclus amazonensis Garavello, 1977
- Parotocinclus arandai Sarmento-Soares, Lehmann A. & Martins-Pinheiro, 2009
- Parotocinclus bahiensis (Miranda Ribeiro, 1918)
- Parotocinclus bidentatus Gauger & Buckup, 2005
- Parotocinclus britskii Boeseman, 1974
- Parotocinclus cearensis Garavello, 1977
- Parotocinclus cesarpintoi Miranda Ribeiro, 1939
- Parotocinclus collinsae Schmidt & Ferraris, 1985
- Parotocinclus cristatus Garavello, 1977
- Parotocinclus doceanus (Miranda Ribeiro, 1918)
- Parotocinclus eppleyi Schaefer & Provenzano, 1993
- Parotocinclus haroldoi Garavello, 1988
- Parotocinclus jimi Garavello, 1977
- Parotocinclus jumbo Britski & Garavello, 2002
- Parotocinclus longirostris Garavello, 1988
- Parotocinclus maculicauda (Steindachner, 1877)
- Parotocinclus minutus Garavello, 1977
- Parotocinclus muriaensis Gauger & Buckup, 2005
- Parotocinclus planicauda Garavello & Britski, 2003
- Parotocinclus polyochrus Schaefer, 1988
- Parotocinclus spilosoma (Fowler, 1941)
- Parotocinclus spilurus (Fowler, 1941)
- Parotocinclus prata Ribeiro, Melo & Pereira, 2002